# Preambuła Konstytucji Stanów Zjednoczonych

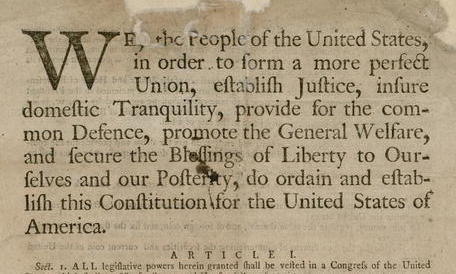
Preambuła konstytucji z 1787 r.

Preambuła Konstytucji Stanów Zjednoczonych stanowi wstęp do Konstytucji Stanów Zjednoczonych, przyjęta wraz z Konstytucją 17 września 1787 r. 

## Treść
Treść oryginalna:

Preamble to the United States Constitution

We the People of the United States, in Order to form a more perfect Union, establish Justice, insure domestic Tranquility, provide for the common defence, promote the general Welfare, and secure the Blessings of Liberty to ourselves and our Posterity, do ordain and establish this Constitution for the United States of America.

co można przetłumaczyć jako:

Preambuła Konstytucji Stanów Zjednoczonych

My, naród Stanów Zjednoczonych, pragnąc udoskonalić Unię, ustanowić sprawiedliwość, zapewnić spokój w kraju, zapewnić wspólną obronę, podnieść ogólny dobrobyt oraz utrzymać dla nas samych i naszego potomstwa dobrodziejstwa wolności, wprowadzamy i ustanawiamy dla Stanów Zjednoczonych Ameryki niniejszą konstytucję.